# Ландграф Станіслав Миколайович
Станіслав Миколайович Ландграф (рос. Станислав Николаевич Ландграф) (15 вересня 1939, Ленінград, СРСР — 28 грудня 2006, Санкт-Петербург, Росія) — радянський і російський актор театру і кіно. Народний артист РРФСР (1982). Лауреат Державної премії СРСР (1984).

## Біографічні відомості
У 1961 році закінчив Ленінградський театральний інститут імені О. М. Островського.

## Вибіркова фільмографія
- «Нотатки божевільного» (1968)
- «Сум'яття» (1970)
- «Убитий при виконанні» (1977)
- «Право першого підпису» (1978)
- «Інспектор Лосєв» (1983, кіностудія імені Олександра Довженка)
- «Софія Ковалевська» (1985)
- «При відчинених дверях»  (1989)
- «Васька»  (1989)
- «Духів день» (1990)
- «Рекет» (1992)
- «Вулиці розбитих ліхтарів» (1999)
- «Бандитський Петербург». Фільм 2. Адвокат (2000)
- «Кріт 2» (2002)
- «Агент національної безпеки» (2004)
- «Майстер і Маргарита» (2005) та ін.